# 国会内郵便局
国会内郵便局（こっかいないゆうびんきょく）は、東京都千代田区にある郵便局。民営化前の分類では無集配普通郵便局であった。

## 概要
住所：〒100-0014 東京都千代田区永田町1-7-1
国会議事堂（衆議院側）内にあり、通常は国会業務に伴って発生する郵便物の発送の利便に資するため、他の無集配郵便局よりも郵便窓口利用時間を延長している。そのため、平日以外の日は、一切営業を行っていない。
同じ千代田区内の宮内庁内郵便局と異なり、原則として誰でも利用可能である。

## 沿革
- 1901年（明治34年）12月5日 - 議院郵便受取所および議院電信取扱所として開設[1]。
- 1905年（明治38年）4月1日 - 衆議院内郵便局（二等）となる（議会召集中のみ開設）。
- 1949年（昭和24年）2月1日 - 国会内郵便局に改称。
- 1951年（昭和26年）4月11日 - 開設期間を周年に変更[2]。
- 2000年（平成12年）8月14日 - 外国通貨の両替および旅行小切手の売買に関する業務取扱を開始
- 2007年（平成19年）10月1日 - 民営化。
- 2012年（平成24年）10月1日 - 日本郵便株式会社発足。

## 取扱内容
- 郵便、印紙、ゆうパック、内容証明
- 貯金、為替、振替、振込、国際送金、国債
- 生命保険、バイク自賠責保険
- ゆうちょ銀行ATM

## 風景印
- 図案は国会議事堂斜景。局名表記は「国会内」
- 使用開始日は1980年（昭和55年）11月29日

## 周辺
- 議員会館
- 国立国会図書館
- 憲政記念館
- 総理大臣官邸
- 自由民主党本部
- 立憲民主党本部
- 国民民主党本部
- 国会議事堂前駅
- 霞が関中央官庁街

## アクセス
- 東京メトロ丸ノ内線・千代田線 国会議事堂前駅1番出口より徒歩21
- 駐車場なし